# Rajska ptica (ozvezdje)
Rajska ptica je majhno ozvezdje na južnem nebu. Predstavlja rajsko ptico, latinsko ime Apus pa pomeni "brez nog", saj so nekoč verjeli, da rajske ptice nimajo nog. Prvič jo je na nebesnem globusu uprizoril Petrus Plancius leta 1598, v zvezdni atlas pa jo je vrisal Johann Bayer (Uranometria, 1603). Francoski raziskovalec in astronom Nicolas-Louis de Lacaille ga je leta 1756 orisal in poimenoval najsvetlejše zvezde.
Pet najsvetlejših zvezd je rdečih po odtenku. Vse ostale zasenči Alfa Rajske ptice z magnitudo 3,8, oranžna orjakinja z 48-krat večjim premerom in 928-krat večjim izsevom energije kot Sonce. Malo bolj medla je Gama Rajske ptice, še ena starajoča se zvezda. Delta Rajske ptice je dvojna zvezda, katere komponenti lahko s prostim očesom. Dva zvezdna sistema imata dokazane planete.

## Zgodovina
Rajska ptica je eno od 12 ozvezdij, ki jih je Petrus Plancius ustvaril po opazovanjih Pietra Dirkszoona Keyserja in Fredericka de Houtmana, ki sta odpotovala na prvi nizozemski trgovski odpravi ("Eerste Schipvaart") proti Vzhodni Indiji. Prvič se je pojavilo na globusu s premerom 35 cm iz leta 1597/8 v Amsterdamu. Izdelala sta ga Plancius in Jodocus Hondius. De Houtman ga je vključil v svoj katalog južnih zvezd kot "De Paradijs Voghel" - rajska ptica, Plancius pa ga je imenoval "Paradysvogel Apis Indica"; prva beseda je nizozemska in pomeni "rajska ptica". Apis (latinsko za "čebelo") je verjetno tiskarska napaka - avis namreč pomeni "ptiča".
Po uvedbi na Planciusovem globusu se je ozvezdje pojavilo še v nebesnem atlasu Uranometria nemškega kartografa Johanna Bayerja iz leta 1603. Bayer ga imenuje Apis Indica, kolega astronoma Johannes Kepler in njegov zet Jakob Bartsch pa Apus ali Avis Indica. Ime Apus izvira iz grškega apous, kar pomeni "brez nog". To se nanaša na Zahodnjaško prepričanje, da rajske ptice nimajo nog, saj so jih pred prinesenjem skupaj s krili odrezali. Takšni primerki so se v Evropi prvič pojavili okoli leta 1522. Prinesli so jih preživeli z odprave Ferdinanda Magellana. Ozvezdje je izgubilo nekaj repnega perja, ko jih je v 50. letih 18. stoletja Nicolas-Louis de Lacaille uporabil za tvorbo Oktanta .

## Značilnosti
Ozvezdje pokriva površino 206,3 kvadratnih stopinj oz. 0,5002% neba, s čimer se uvršča na 67. mesto med 88 sodobnimi ozvezdji. Zaradi položaja blizu južnega nebesnega pola je viden samo opazovalcem južno od zemljepisne širine 7°N.}} Meji na Oltar, Južni trikotnik in Šestilo na severu, na Muho in Kameleona na vzhodu, na Oktant na jugu ter Pava na vzhodu. Tričkovna oznaka Mednarodne astronomske zveze iz leta 1922 je "Aps". Uradne meje je začrtal Eugène Delporte leta 1930. Označujejo šestkotnik (glej infopolje zgoraj). V ekvatorskem koordinatnem sistemu so ležijo koordinate rektascenzije teh meja med 13h 49.5m in 18h 27.3m, koordinate deklinacije pa med -67.48° in -83.12°.

### Zvezde
Lacaille je poimenoval 12 zvezd od alfa do kapa, dve bližnji obe z delta in kapa. V mejah ozvezdja je 39 zvezd svetlejših od magnitude 6.5. Beta, Gama in Delta Rajske ptice tvorijo ozek trikotnik, Alfa pa je bolj vzhodno. Pet najsvetlejših zvezd je rdeče barve, kar je med ozvezdji nenavadno.
Nekaj najsvetlejših zvezd:
- α Rajske ptice (oranžna orjakinja razreda K3III, 447 svetlobnih let od Zemlje[14], magnituda 3,8.[15]; večji del življenja je preživela kot modrobela zvezda glavnega niza tipa B, potem pa se povečala in ohladila, saj je porabila ves vodik v jedru[16])
- β Rajske ptice (oranžna orjakinja, 157 svetlobnih let, magnituda 4,2, razred K0III)[17]
- γ Rajske ptice (rumena orjakinja, 156 svetlobnih let, magnituda 3,87, razred K0IV SB)
- δ Rajske ptice je dvojna zvezda, katere komponenti sta narazen za 103 ločnih sekund - ločiti ju je možno s prostim očesom;[18] δ1 (rdeča orjakinja, magnituda +4,66 do +4,87[19], 765 svetlobnih let, razred M4-M5III); δ2 (oranžna orjakinja, razred K1III[20], 610 svetlobnih let, magnituda 5.3)

### Objekti globokega neba
Tudi Rimska cesta pokriva večji del povrine ozvezdja. Od objektov globokega neba sta zanimivi dve kroglasti zvezdni kopici - NGC 6101 in IC 4499 - in večjo medlo meglico nekaj stopinj vzhodno od Bete in Game Rajske ptice. NGC 6101 je z navidezno magnitudo 9,2 okoli 50.000 svetlobnih let oddaljen od Zemlje, širok okoli 160 svetlobnih let. Vsebuje visoke koncentracije težkih svetlih zvezd ("blue stragglers"), ki naj bi bile posledica združitve dveh zvezd.
Galaksije v ozvezdju so medle. IC 4633 je zelo šibka spiralna galaksija, obdana z veliko količino medlih oblakov, ki naj jih ne bi osvetljevala ena zvezda, kot je za meglice običajno, ampak integriran svetlobni tok mnogih zvezd Rimske ceste.